# منتخب سلوفاكيا للكورفبال
منتخب سلوفاكيا للكورفبال (بالسلوفاكية: Slovenské národné korfbalové družstvo)‏ هو ممثل سلوفاكيا الرسمي في المنافسات الدولية في كرة السلة الهولندية
.